# Buków (gromada w powiecie średzkim)
Buków – dawna gromada, czyli najmniejsza jednostka podziału terytorialnego Polskiej Rzeczypospolitej Ludowej w latach 1954–1972.
Gromady, z gromadzkimi radami narodowymi (GRN) jako organami władzy najniższego stopnia na wsi, funkcjonowały od reformy reorganizującej administrację wiejską przeprowadzonej jesienią 1954 do momentu ich zniesienia z dniem 1 stycznia 1973, tym samym wypierając organizację gminną w latach 1954–1972.
Gromadę Buków z siedzibą GRN w Bukowie utworzono – jako jedną z 8759 gromad na obszarze Polski – w powiecie średzkim w woj. wrocławskim, na mocy uchwały nr 27/54 WRN we Wrocławiu z dnia 2 października 1954. W skład jednostki weszły obszary dotychczasowych gromad Buków, Godków, Ujów, Dzikowa i Bogdanów ze zniesionej gminy Kostomłoty w tymże powiecie. Dla gromady ustalono 14 członków gromadzkiej rady narodowej.
31 grudnia 1959 z gromady Buków wyłączono: a) wsie Buków i Dzikowa, włączając je do gromady Domanice w powiecie świdnickim; b) wieś Ujów bez przysiółka Osieczyzna, włączając ją do gromady Mietków w powiecie wrocławskim – w tymże województwie.
1 stycznia 1960 gromadę zniesiono, a jej pozostały obszar (wsie Bogdanów i Godków oraz przysiółek Osieczyzna ze wsi Ujów) włączono do gromady Kostomłoty w powiecie średzkim.